# 御嵩町立伏見小学校
御嵩町立伏見小学校（みたけちょうりつ ふしみしょうがっこう）は、岐阜県可児郡御嵩町伏見にある公立小学校。

## 通学区域
- 通学区域は里、洞、青木、稲荷台、高倉、高倉団地、高倉台、共和台、山田、東町、中町、西本町、西町、旭町、伏見台、野崎、新町、本郷、顔戸南の一部である。公立中学校の進学先は可児市御嵩町中学校組合立共和中学校である[1]。

## 沿革
- 1873年（明治6年） - 伏見村に敏校舎が開校。校舎の場所は旧・伏見伝馬所。
- 1878年（明治11年） - 伏見小学校に改称する。
- 1879年（明治12年） - 旧・伏見宿本陣跡地に移転する。
- 1892年（明治25年） - 伏見尋常高等小学校に改称する。
- 1889年（明治22年）7月1日 - 伏見村、比衣村、上恵土村が合併し、伏見村になる。
- 1894年（明治27年） - 比衣の精進尋常小学校を編入する。
- 1911年（明治44年） - 現在地に移転する。
- 1941年（昭和16年） - 伏見国民学校に改称する。
- 1947年（昭和22年） - 伏見村立伏見小学校に改称する。
- 1949年（昭和24年）4月1日 - 町制施行し、伏見町となる。同時に伏見町立伏見小学校に改称する。
- 1955年（昭和30年）
  - 2月1日 - 御嵩町、伏見町、中町、上之郷村と合併し、御嵩町が発足。同時に御嵩町立伏見小学校に改称する。
  - 　4月1日 - 旧・伏見町上恵土の一部（上野地区・前波地区）が可児町に編入される。同時に伏見小学校の上野地区・前波地区の児童は可児町立広見小学校に編入される。
- 1967年（昭和42年） - 鉄筋コンクリート造の新校舎（現・南校舎）が完成する。
- 1980年（昭和55年） - 鉄筋コンクリート造の新校舎（現・北校舎）が完成する。
- 1981年（昭和56年） - 体育館が完成する。
- 1990年（平成2年） - プールが完成する。